# 星降り山荘の殺人
『星降り山荘の殺人』（ほしふりさんそうのさつじん）は、倉知淳の長編推理小説。1996年9月に講談社ノベルスから単行本、1999年8月に講談社文庫から文庫本、2017年7月に講談社文庫から新装版が出版された。
周囲を積雪に囲まれた山荘を舞台としたクローズド・サークルを主眼とした本格派推理小説。各章の冒頭に、「まず本編の主人公が登場する」「和夫は早速新しい仕事に出かける そこで本編の探偵役が登場する」などの要約と説明が記されているのが特徴である。
作者は本作について、都筑道夫の『七十五羽の烏』と林完次の『宙（ソラ）の名前』に触発された作品であると説明している。1997年、第50回日本推理作家協会賞（長編部門）候補。「週刊文春ミステリーベスト10」（1996年）の国内部門7位、「本格ミステリ・ベスト10」（1997年）の国内部門3位。

## あらすじ
広告代理店で働く杉下和夫は、後輩をかばって上司を殴ってしまい、芸能専門のカルチャークリエイティブ部に転属され、そこで星の美しさを讃え夜空について語る「スターウォッチャー」星園詩郎のマネージャー見習いを命じられる。星園は甘いマスクと外国人モデル顔負けの容姿で若い女性の人気を博していた。さらに星園は、シャーロック・ホームズのように、ひと目見ただけで和夫の習慣や以前の仕事などを推理して的中させ、そういうことも含めて和夫は不満だらけだった。
しかし、不動産開発会社社長からキャンプ場のイメージキャラクターを依頼された星園とともに訪れた雪に囲まれた秩父の山荘で、星園の口から語られた過去に衝撃を受けた和夫は、彼に尊敬と好感の念を抱くようになる。山荘には星園と和夫のほか、不動産開発会社社長の岩岸とその部下の財野、岩岸の行きつけの店でアルバイトしている女子大生の小平ユミと大日向美樹子、UFO研究家の嵯峨島一輝、若い女性に人気の小説家の草吹あかねとその秘書の早沢麻子が訪れていた。
翌朝、岩岸が朝食に起きてこないので、財野が起こしに行ったところ、岩岸が彼のコテージの中で何者かに絞殺されていた。コテージの前には、積雪の中を財野が通った跡以外に3筋の足跡が残されていたほか、コテージの左横には雪の上にミステリー・サークルらしき直径1メートルほどの円形が描かれていた。
コテージにも管理事務所棟にも電話がないため、財野が車で警察に通報しに行ったが、途中の道が雪崩により通行できなくなっていた。さらに、麓の町では猛吹雪による被害と交通遮断等のため自衛隊に救助を要請するニュースがテレビに流れ、当分救援が来る見込みがないことが分かった。そして、一同が不安を抱えながらも各自のコテージで夜を明かした翌朝、管理事務所棟に寝泊まりしていた財野も何者かに絞殺されていた。

## 主な登場人物
- 岩岸豪造（いわぎし ごうぞう） - 不動産開発会社社長。51歳。
- 財野政高（さいの まさたか） - 岩岸の部下。38歳。
- 草吹あかね（くさぶき あかね） - 恋愛小説作家。36歳。
- 早沢麻子（はやさわ あさこ） - あかねの秘書。25歳。
- 嵯峨島一輝（さがしま かずてる） - UFO研究家。43歳。
- 小平ユミ（こだいら ユミ） - 女子大生。20歳。
- 大日向美樹子（おおひなた みきこ） - 女子大生。21歳。
- 星園詩郎（ほしぞの しろう） - スターウォッチャー。31歳。
- 杉下和夫（すぎした かずお） - 星園のマネージャー見習い。27歳。

## 書籍情報
- 『星降り山荘の殺人』 1996年9月5日 講談社ノベルス ISBN 978-4-06-181929-0
- 『星降り山荘の殺人』 1999年8月15日 講談社文庫 ISBN 978-4-06-264615-4
- 【新装版】『星降り山荘の殺人』 2017年7月14日 講談社文庫 ISBN 978-4-06-293701-6